# Doctrine Reagan

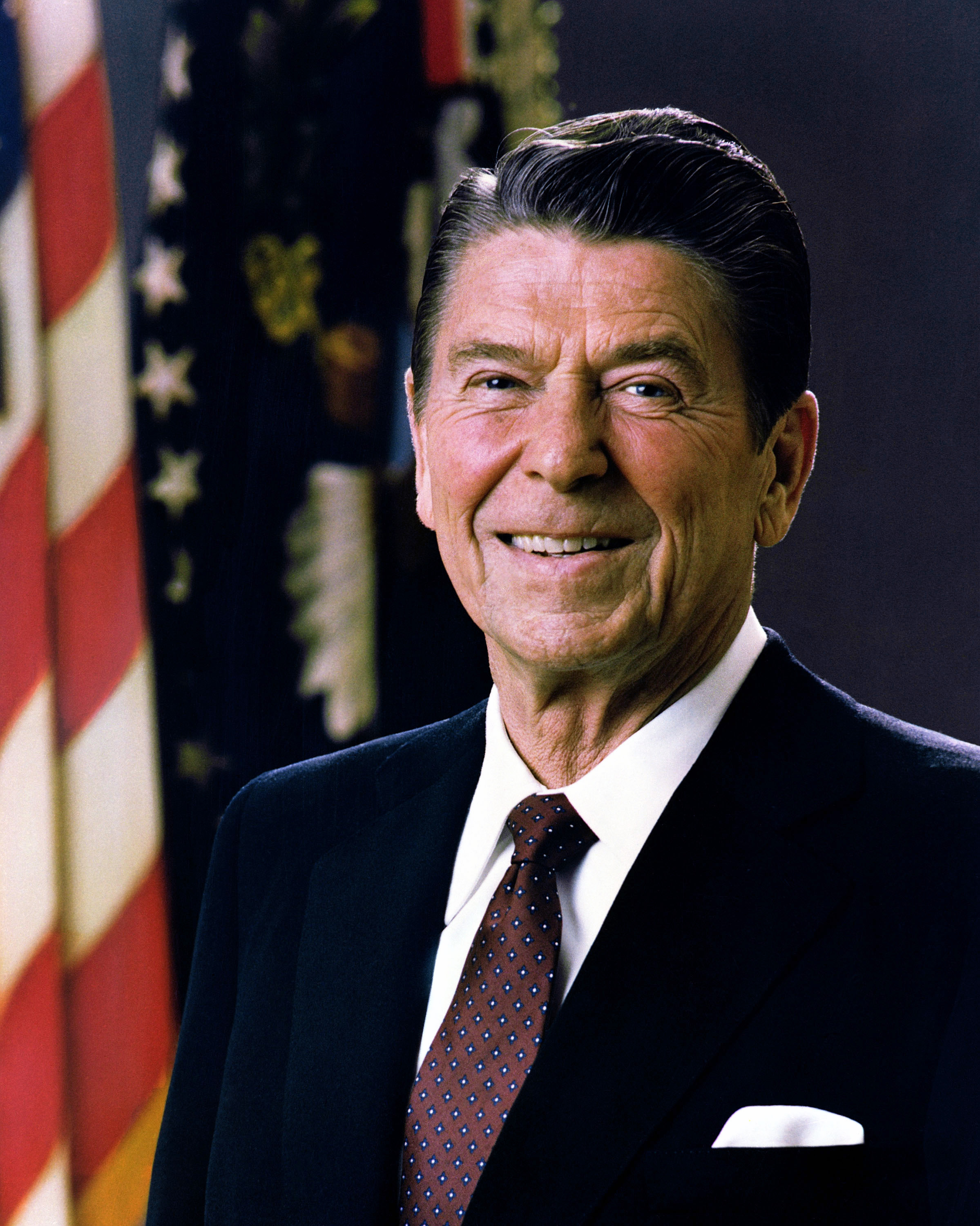
Le président des États-Unis Ronald Reagan

La doctrine Reagan était une stratégie orchestrée et mise en place par les États-Unis sous l'administration Reagan pour contrer l'influence globale de l'Union soviétique au cours des dernières années de la guerre froide. La doctrine ne prévalut qu'à peine une décennie, mais fut au cœur de la politique étrangère des États-Unis du début des années 1980 jusqu'à la fin de la guerre froide, en 1991.
La doctrine Reagan amena les États-Unis à fournir un appui officiel ou officieux à des mouvements de résistance et de guérillas de droite afin de refouler les gouvernements de gauche soutenus par l'Union soviétique en Afrique, en Asie et en Amérique latine. La doctrine était conçue en vue non seulement de réduire l'influence soviétique dans ces régions, mais aussi de permettre l'avènement du capitalisme (et parfois de la démocratie libérale) dans des pays majoritairement dirigés par des gouvernements socialistes soutenus par l'Union soviétique.

## Les doctrines présidentielles américaines
La doctrine Reagan s'inscrit dans la tradition des présidents des États-Unis d'après-guerre, qui voulait que ceux-ci développent une « doctrine » qui reflète les grands enjeux qu'ils identifient et leurs solutions pour les résoudre.
Cette tradition fut inaugurée par la doctrine Truman de 1947, qui vit les États-Unis apporter leur soutien à la Grèce et à la Turquie dans le cadre de la guerre froide et d'une stratégie visant à maintenir ces deux nations européennes hors de la sphère d'influence soviétique. La doctrine Truman fut suivie par la doctrine Eisenhower, la doctrine Kennedy, la doctrine Johnson et la doctrine Nixon, qui définirent chacune l'approche diplomatique adoptée par ces présidents des États-Unis sur certains des plus importants sujets auxquels furent confrontées leurs administrations.

## Les origines de la doctrine Reagan

### L'administration Carter et l'Afghanistan

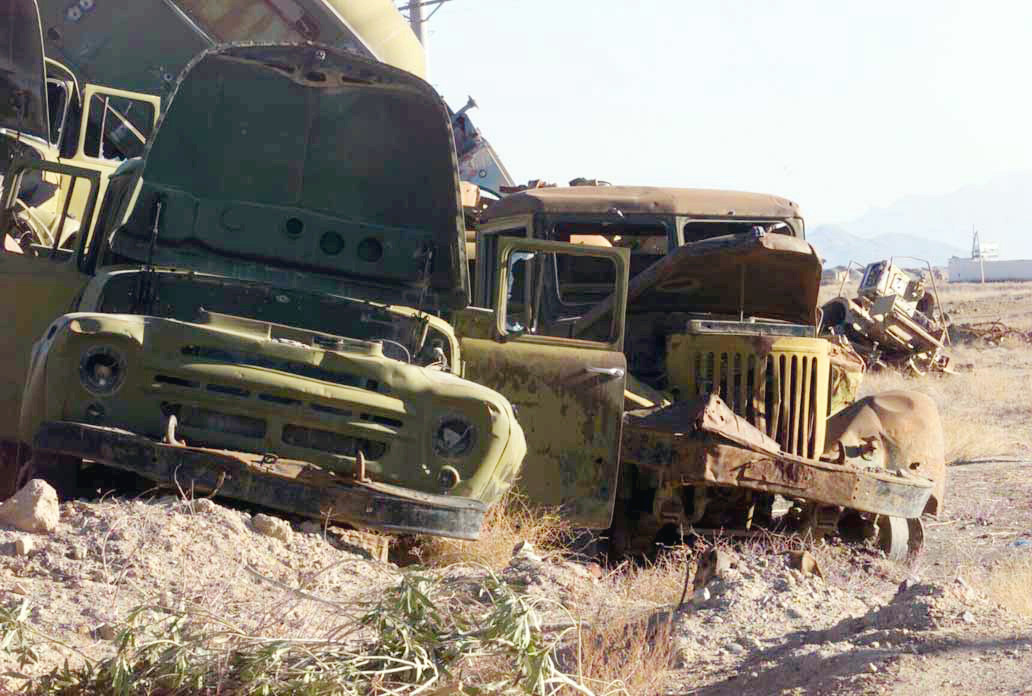
Débris de véhicules militaires soviétiques à Kandahar après une attaque des moudjahidin soutenus par les États-Unis.

Un élément au moins de la doctrine Reagan a précédé l'arrivée de celui-ci au pouvoir. À la suite de l'invasion de l'Afghanistan par l'URSS en 1979, l'administration Carter se mit à fournir secrètement un soutien militaire limité aux moudjahidin afghans, afin de repousser les soviétiques hors du pays, ou au moins d'accroître le coût militaire et humain de l'occupation soviétique de l'Afghanistan. La politique de soutien aux moudjahidin dans leur combat contre l'occupant soviétique fut suggérée en premier lieu par le conseiller à la sécurité nationale de Carter, Zbigniew Brzeziński, et fut mise en place par les services secrets américains. Elle fut largement soutenue par toutes les tendances politiques.
Bien que la CIA dans son ensemble, ainsi que Charlie Wilson, un parlementaire du Texas, aient retenu l'attention, le véritable architecte de cette stratégie fut Michael G. Vickers, un jeune officier paramilitaire. Michael Pillsbury, haut fonctionnaire au Pentagone, fut chargé de mettre en œuvre les initiatives prises dans le cadre de la doctrine Reagan, y compris la décision sur les missiles Stinger. Le programme d'actions secrètes du président Reagan a été considéré comme un élément essentiel dans l'échec de l'occupation soviétique en Afghanistan,.

### Les initiatives de la Heritage Foundation
Avec l'arrivée au pouvoir de l'administration Reagan, la Heritage Foundation et d'autres think tanks de politique étrangère virent une opportunité politique de renforcer considérablement la politique afghane de Carter pour en faire une véritable doctrine, qui consisterait en un soutien américain aux mouvements de résistance anti-communistes dans les États alliés de l'URSS en Afrique, en Asie et en Amérique latine. Selon l'ouvrage Rollback, « ce fut la Heritage Foundation qui transforma la théorie en véritable politique. Heritage avait ciblé neuf pays dans le cadre de sa stratégie de « rollback » : l'Afghanistan, l'Angola, le Cambodge, l'Éthiopie, l'Iran, le Laos, la Libye, le Nicaragua et le Vietnam ».
Tout au long des années 1980, le spécialiste du Tiers Monde et principal défenseur de la doctrine Reagan au sein de la Heritage Foundation, Michael Johns, rencontra des mouvements de résistance en Angola, au Cambodge, au Nicaragua, et dans d'autres pays soutenus par l'URSS, et insista auprès de l'administration Reagan pour qu'elle lance ou accroisse son soutien militaire et politique à leur égard. Les experts en politique étrangère de la Heritage Foundation soutinrent également la doctrine Reagan dans deux de leurs ouvrages intitulés Mandate for Leadership, qui apportaient des conseils détaillés à l'administration Reagan en matière de politique étrangère.
En conséquence, la doctrine Reagan fut assez rapidement appliquée en Angola et au Nicaragua, en plus de l'Afghanistan, les États-Unis apportant un soutien militaire à l'UNITA en Angola et aux « contras » au Nicaragua, mais sans pour autant déclarer la guerre à ces pays. S'adressant à la Heritage Foundation en octobre 1989, le chef de l'UNITA Jonas Savimbi qualifia les efforts fournis par la Heritage Foundation de « source de soutien très importante». « Aucun Angolais n'oubliera vos efforts. Vous êtes venus jusqu'à Jamba, et vous avez colporté notre message jusqu’au Congrès et à l'administration. » L'aide américaine à l'Angola devint officielle lorsque le Congrès annula l'Amendement Clark (en), qui interdisait depuis longtemps tout aide militaire à l'UNITA. Savimbi affirma devant la Heritage Foundation en 1989 que l'abrogation de l'amendement était « fortement lié à vos efforts. Cette fondation nous a été d'un grand soutien. »
À la suite de ces succès, Johns et la Heritage Foundation demandèrent l'extension de la doctrine Reagan à l'Éthiopie, où ils affirmèrent que la famine de 1984-85 résultait de la politique militaire et agricole du gouvernement de Mengistu Haile Mariam, que soutenait l'URSS. Johns et Heritage soutinrent aussi que la décision d'autorisation d'une présence navale et aérienne soviétique dans les ports érythréens en mer Rouge prise par Mengistu allait à l'encontre des intérêts stratégiques des États-Unis au Moyen-Orient et en Afrique du Nord.
La Heritage Foundation et l'administration Reagan cherchèrent également à mettre en œuvre la doctrine Reagan au Cambodge. Le plus important mouvement de résistance au gouvernement communiste en place au Cambodge était essentiellement composé de membres de l'ancien régime khmer rouge qui s'étaient rendus coupables d'atteintes aux droits de l'homme parmi les plus atroces que le XXe siècle ait connu. Cependant, Johns, de retour d'un voyage au Cambodge, suggéra à l'administration Reagan de soutenir un mouvement de résistance cambodgien moins important, qui réunissait le Front de libération nationale du peuple khmer (KPNLF), dirigé par Son Sann, et le gouvernement de coalition du Cambodge démocratique (CGDK) de Norodom Sihanouk. Comptant parmi les rares Américains à pouvoir entrer en contact avec les forces du CGDK/KPNLF à l'intérieur du Cambodge, Johns soutint que l'aide américaine au CGDK/KPNLF renforcerait la position de la coalition en tant qu'alternative politique démocratique et non communiste au Cambodge.

### Les soutiens à la doctrine au sein de l'administration Reagan
Au sein de l'administration Reagan, la doctrine fut rapidement adoptée par presque tous les principaux responsables de la sécurité nationale et de la politique étrangère, et notamment par le secrétaire à la Défense Caspar Weinberger, par l'ambassadeur des États-Unis auprès des Nations unies, Jeane Kirkpatrick, et un certain nombre de conseillers à la sécurité nationale, dont John Poindexter, Frank Carlucci et Colin Powell.
Reagan soutint lui-même ouvertement cette politique. Alors qu'il cherchait à accroître le soutien dont bénéficiait la doctrine au sein du Congrès, il affirme dans son discours sur l'état de l'Union de février 1985 : « Nous ne devons pas rompre le lien de confiance qui nous unit à ceux qui risquent leurs vies […] sur tous les continents, de l'Afghanistan au Nicaragua […] pour répondre à l'agression soviétique et s'arroger des droits dont nous bénéficions depuis notre naissance. Le soutien aux combattants de la liberté relève de la légitime défense. »
Dans le cadre de ses efforts visant à s'assurer du soutien du Congrès en faveur des contras nicaraguayens, Reagan qualifia les contras d'« équivalent moral de nos pères fondateurs », ce qui provoqua une polémique compte tenu du faible cas que faisaient les contras des droits de l'homme. Certains contras furent également suspectés d'être impliqués dans le trafic de cocaïne.
Reagan et d'autres soutiens conservateurs de la doctrine Reagan affirmèrent que la doctrine, qui servait la politique étrangère américaine et les objectifs stratégiques des États-Unis, était un impératif moral contre l'ancienne Union soviétique, que Reagan, ses conseillers et ses partisans qualifiaient d'« empire maléfique ».

### Autres soutiens
Parmi les zélateurs conservateurs de la première heure de la doctrine Reagan, on trouve l'influent activiste conservateur Grover Norquist, qui devint finalement lobbyiste de l'UNITA et conseiller économique de l'UNITA de Savimbi en Angola, et l'ancienne plume de Reagan et actuel parlementaire Dana Rohrabacher, qui rendit plusieurs visites secrètes aux moudjahid en Afghanistan, et en revint avec des rapports élogieux sur leur courage face à l'occupant soviétique.

### Origine de l'expression
En 1985, alors que le soutien des États-Unis aux moudjahid, à l'UNITA de Savimbi et aux contras nicaraguayens battait son plein, l'éditorialiste Charles Krauthammer, dans une tribune pour Time magazine, qualifia cette politique de « doctrine Reagan ». L'appellation est restée.

## Ducontainmentaux tentatives derollback
La doctrine Reagan eut d'autant plus d'importance qu'elle représentait un véritable tournant dans la politique étrangère américaine d'après-guerre. Avant la doctrine Reagan, la politique étrangère américaine était fondée sur le containment ou endiguement, tel qu'il avait été défini par George F. Kennan, John Foster Dulles et quelques autres spécialistes de politique étrangère américains d'après-guerre.
Bien qu'une politique de rollback ou refoulement ait été envisagée à certaines occasions au cours de la guerre froide, le gouvernement américain avait choisi de ne pas affronter directement l'Union soviétique, craignant une escalade vers le conflit nucléaire. La doctrine Reagan dépassa ces craintes pour engager les États-Unis dans une opposition ouverte à l'égard des gouvernements soutenus par les Soviétiques en soutenant les mouvements de rébellion dans les pays ciblés par la doctrine. 
Un des avantages de la doctrine Reagan était le coût relativement faible du soutien aux forces de guérilla au regard des dépenses que consentait l'Union soviétique pour soutenir ses satellites. La doctrine permettait aussi d'éviter l'implication directe des troupes américaines, ce qui permettait aux États-Unis de lutter contre les alliés de l'URSS sans subir de pertes. Le refoulement militaire de la révolution cubaine a également été sérieusement envisagé pendant la campagne présidentielle de 1980 et la première année de la gouvernance républicaine. Elle figurait dans « Le document de Santa-Fé », élaboré pour redéfinir la politique latino-américaine de l'administration Carter. Cependant elle n'a pu se mettre à exécution, en raison du rappel - notamment à l'automne 1981 - par Moscou de la réalité toujours présente de l'accord de 1962, issu de la crise des missiles : pas d'armes nucléaires soviétiques à Cuba, pas d'intervention américaine dans l'île. Le document de Santa-Fé estimait que l'on avait été amené « à accepter l'inacceptable »Pour dissuader l'équipe Reagan de violer l'accord, en 1981 et 1982 de très nombreuses armes conventionnelles soviétiques sont arrivées à Cuba. En octobre 1981, face à la menace l'URSS mobilisa même ses forces militaires dans les Caraïbes. Ni en janvier 1989, à l'issue de ses huit ans de présidence, ni après, le régime castriste n'a été renversé. Jean-Pierre Clerc écrivit à propos des conséquences de l'accord Kennedy-Khrouchtchev : « Aucun président des États-Unis, pas même Ronald Reagan, ne tenta quelque chose contre le Lider Maximo dans son île même ».

### Mise en place secrète
Lorsque l'administration Reagan voulut mettre en place le plan suggéré par la Heritage Foundation en Afghanistan, en Angola, et au Nicaragua, elle chercha d'abord à le faire secrètement, hors de toute politique officielle. « La première mouture du plan Heritage fut mise en place secrètement par le gouvernement Reagan » affirme ainsi l'ouvrage Rollback, « selon la tradition qui voulait que le containment puisse être officiel, mais que le rollback doive être maintenu secret.» Néanmoins, la doctrine fut progressivement soutenue plus ouvertement par l'administration.

### Les votes du Congrès
Bien que la doctrine ait bénéficié d'un fort soutien de l'administration Reagan, de la Heritage Foundation et de plusieurs membres du Congrès influents, un certain nombre de votes sur d'importants budgets de soutien aux mouvements de résistance, en particulier aux contras nicaraguayens ne furent remportés que de justesse, ce qui fit de la doctrine Reagan un des sujets politiques les plus controversés de la fin des années 1980.

## La doctrine Reagan et la fin de la guerre froide
Tandis que les États-Unis armaient les contras, l'UNITA et les moudjahid, les partisans de la doctrine Reagan soutenaient que celle-ci obtenait des résultats considérables, tant pour les intérêts américains que pour le développement de la démocratie.
Au Nicaragua, la pression exercée par les contras provoqua, après un premier échec de Washington en novembre 1984, un vote majoritairement défavorable aux sandinistes aux élections de 1990. En Afghanistan, la lutte sanglante menée par les moudjahids contre l'armée soviétique alimenta le mécontentement des familles des soldats soviétiques envoyés se battre dans cette guerre interminable, et réveilla les sentiments nationalistes au sein des républiques soviétiques de peuplement musulman. En Angola, après la bataille de Cuito Cuanavale, l'Afrique du Sud allié de l'UNITA et Cuba allié du MPLA se retireront d'Angola, laissant le MPLA et l'UNITA en découdre seul.
Pour les partisans de la doctrine Reagan, tous ces événements furent autant de succès pour la doctrine, et ouvrirent la voie à l'effondrement final de l'Union soviétique.

## L'opinion de Thatcher
Margaret Thatcher, qui fut Premier ministre du Royaume-Uni de 1979 à 1990, compte parmi ceux qui considèrent que la doctrine Reagan a largement contribué à la fin de la guerre froide. Elle avait pourtant en octobre 1983 condamné son intervention militaire à la Grenade[réf. nécessaire]. Mais en décembre 1997, Thatcher a affirmé que la doctrine Reagan avait « déclaré la fin de la trêve avec le communisme. L'Ouest ne regarderait plus dès lors aucune région du monde comme irrémédiablement destinée à renoncer à sa liberté pour la seule raison que les soviétiques affirmaient qu'elle faisait partie de leur sphère d'influence. Nous allions mener une bataille idéologique contre le communisme, et soutenir matériellement ceux qui se battaient pour délivrer leur pays de la tyrannie. »

## La mort de Savimbi et des chefs contras
Tandis que les chefs des mouvements de résistance en Afghanistan, en Angola, et au Nicaragua voyaient leur pouvoir considérablement renforcé par le soutien militaire américain dont ils bénéficiaient, leur rôle de dirigeants de ces mouvements anti-communistes en faisait aussi logiquement des ennemis importants de l'Union soviétique et des gouvernements alliés à celle-ci qu'ils combattaient. En conséquence, ils furent confrontés à des tentatives d'assassinat récurrentes, et furent des cibles militaires prioritaires au cours des combats menés dans leurs pays respectifs.
En février 1991, alors qu'un cessez-le-feu avait été prononcé et que des négociations étaient en cours pour l'organisation d'élections au Nicaragua entre le gouvernement sandiniste et les contras, le chef militaire de ceux-ci, Enrique Bermúdez, fut assassiné par balle à Managua. Le meurtre de Bermúdez mit rapidement fin aux cessez-le-feu, et les contras reprirent le combat.
En février 2002, Jonas Savimbi, le chef de l'UNITA, fut tué par les forces armées angolaises au cours d'une embuscade dans l'est de l'Angola. Savimbi fut remplacé par plusieurs responsables de l'UNITA successifs, mais le mouvement était si étroitement associé à la personnalité de Savimbi qu'il ne retrouva jamais l'influence politique et militaire qu'il avait atteinte à la fin des années 1980.

## La fin de la doctrine Reagan
Bien que la doctrine Reagan fut étroitement associée à la politique étrangère de Ronald Reagan et de son administration, elle perdura au cours du mandat de son successeur, George H. W. Bush, qui devint président des États-Unis en janvier 1989. Cependant, la présidence de Bush fut marquée par la dernière année de la guerre froide et la guerre de Golfe, de telle sorte que la doctrine Reagan perdit de son importance au sein de la politique américaine, à mesure que la guerre froide touchait à sa fin.
Bush toucha également les dividendes de la fin de la guerre froide, qui lui permit de réduire les dépenses militaires. Après la présidence de Bill Clinton, la politique étrangère américaine connut un nouveau tournant avec la présidence de son fils, George W. Bush, et de la nouvelle doctrine Bush, qui accrut les dépenses militaires.
Au Nicaragua, la guerre des Contras prit fin lorsque le gouvernement sandiniste accepta, sous la pression militaire et politique, d'organiser de nouvelles élections auxquelles participa la branche politique des contras, en 1990. En Angola, dans un accord signé en 1989, entre l'Afrique du Sud (Apartheid) les États-Unis,le gouvernement Angolais et Cuba eut comme résultante le retrait des troupes cubaine et conseillers soviétiques, ainsi que des forces sud-africaines. En 1989 également, le dirigeant soviétique Mikhaïl Gorbatchev qualifia la guerre contre les Moudjahid soutenus par les États-Unis de « plaie ouverte » et mit fin à l'occupation soviétique en Afghanistan.

## Critique de la doctrine Reagan

### Une politique étrangère trop expansionniste
Tandis que la doctrine Reagan bénéficiait d'un fort soutien des think tanks conservateurs comme la Heritage Foundation ou l'American Enterprise Institute, le Cato Institute, d'orientation libertarienne s'y opposa en soutenant en 1986 que « la majorité des combats dans le Tiers Monde ont lieu sur des théâtres et impliquent des problématiques très éloignés des besoins légitimes de la sécurité américaine. L'implication des États-Unis dans de tels conflits accroît encore les engagements déjà trop nombreux de la république, sans pour autant s'accompagner d'espoirs de bénéfices substantiels. Au lieu d'assécher les ressources militaires et financières soviétiques, nous finissons par disperser les nôtres. »
Néanmoins, même Cato reconnut que la doctrine Reagan avait « suscité un enthousiasme au sein du mouvement conservateur comme aucun autre sujet de politique étrangère ne l'avait fait depuis des décennies.» Alors qu'il s'opposait à la doctrine Reagan comme politique officielle du gouvernement, Cato demanda que le Congrès supprime les barrières légales au soutien à ces mouvements de résistance par les organisations privées et les citoyens des États-Unis.
Néanmoins, au Nicaragua, la défaite des Sandinistes n'ont été obtenus qu'après son départ de la Maison-Blanche, le 19 janvier 1989 : les élections de février 1990 se sont déroulées un an après. Pendant huit ans il a tenté sans succès de faire tomber la junte sandiniste, et certains méthodes ont terni pendant son second mandat sa réputation (affaire Irangate-Contras). Les précédentes élections de novembre 1984 avaient été gagnées par les Sandinistes sur lesquels Reagan mettait déjà la pression depuis janvier 1981. En 1990 ce seraient plutôt les pressions exercées par son successeur George Bush senior sur la population nicaraguayenne à qui il faisait savoir qu'elle n'avait rien à gagner à renouveler sa confiance en ses dirigeants, les réactions maladroites des Sandinistes à l'invasion de Panama en décembre 1989 qui ont provoqué leur défaite[réf. nécessaire]. 
C'est aussi après janvier 1989 que les Cubains quittent l'Angola. Les batailles auxquelles participaient les Angolais ont mis en difficulté le pouvoir blanc en Afrique du Sud et abouti en 1990 et 1991 à la création d'une majorité noire. En septembre 1986, Ronald Reagan s'était vu imposer par le Congrès des sanctions contre l'Afrique du Sud. Et si Gorbatchev fit retirer ses troupes d'Afghanistan en avril 1989, c'est avec la chute de l'URSS fin 1991 que les Moudjahidines gagnent. Le président Bush père ignora ce retrait et continua d'aider les rebelles. Sur ce point d'ailleurs, on doit rappeler que l'aide directe à ces moudjahidines avait commencé non seulement sous la présidence Carter mais aussi en juin 1979, six mois avant l'intervention soviétique de décembre[réf. nécessaire].

### Le retour du bâton
Depuis les attentats du 11 septembre 2001, un certain nombre d'opposants à la doctrine Reagan ont affirmé qu'en facilitant le transfert de très nombreuses armes vers diverses régions du monde et en entraînant les chefs militaires de ces régions, la doctrine Reagan avait renforcé des mouvements politiques et militaires qui avaient fini par faire preuve d'hostilité à l'égard des États-Unis, comme Al-Qaïda en Afghanistan, et s'était exposée à un retour de bâton (blowback).

### Suspicions de trafic de drogue
Enfin, la doctrine Reagan fut confrontée à des critiques pour qui certains des mouvements de résistance soutenus par la doctrine Reagan auraient été impliqués dans le trafic de drogue et dans des violations des droits de l'homme, et n'étaient pas à la hauteur des valeurs morales et éthiques que supposait le soutien des États-Unis. La Progressive Review et quelques autres adversaires des contras affirmèrent ainsi que les chefs contras étaient impliqués dans le trafic de cocaïne.

## La doctrine Reagan dans la culture populaire
- Bin Laden est une chanson de hip-hop d'Immortal technique et DJ Green Lantern qui accuse la doctrine Reagan et le gouvernement américain d'être responsables des attentats du 11 septembre 2001. Une version pour boîte de nuit est sortie, avec Eminem et Mos Def.
- La Guerre selon Charlie Wilson, film Universal Pictures nommé aux Golden Globes et aux Oscars sorti en décembre 2007 qui décrit les premiers efforts fournis par les États-Unis pour offrir un soutien militaire aux moudjahid afghans à la suite de l'invasion de l'Afghanistan par les Soviétiques.
- Miami un livre de Joan Didion sur les efforts consentis par les États-Unis pour renverser les gouvernements communistes, notamment celui de Fidel Castro à Cuba.

### Description et histoire de la doctrine Reagan
- « The Reagan Doctrine » sur le site officiel du département d'État des États-Unis.
- Stephen S. Rosenfeld, « The Reagan Doctrine: The Guns of July », Foreign Affairs magazine, printemps 1986.

### Ouvrages sur la doctrine Reagan
- Thomas Bodenheimer and Robert Gould, Rollback: Right-wing Power in U.S. Foreign Policy, South End Press, 1989
- Mark P. Lagon, The Reagan Doctrine: Sources of American Conduct in the Cold War's Last Chapter, Praeger Publishers, 1994
- Raymond L. Garthoff, The Great Transition: American-Soviet Relations and the End of the Cold War, Brookings Institution, 1994
- James M. Scott, Deciding to Intervene: The Reagan Doctrine and American Foreign Policy, Duke University Press, 1996

### Soutiens à la doctrine Reagan
- Michael Johns, « A U.S. Strategy to Foster Human Rights in Ethiopia », Heritage Foundation Backgrounder n°692, 23 février 1989.
- Jonas Savimbi, « The Coming Winds of Democracy in Angola », 217e conférence de la Heritage Foundation, 4 octobre 1989
- Michael Johns, « Savimbi's Elusive Victory in Angola », Congressional Record, 26 octobre 1989
- Honorable Margaret Thatcher, « The Principles of Conservatism », conférence de la Heritage Foundation, 10 décembre 1997
- Charles Krauthammer, « The Ash Heap of History: President Reagan's Westminster Address 20 Years Later », conférence de la Heritage Foundation, 3 juin 2002

### Critique de la doctrine Reagan
- Isaac Asimov, « The Reagan Doctrine », The Austin American-Statesman, 10 mai 1981
- Ted Galen Carpenter, « U.S. Aid to Anti-Communist Rebels: The 'Reagan Doctrine' and its Pitfalls », Cato Policy Analysis n°74, Cato Institute, 24 juin 1986
- Gary Webb, « The Contras, Cocaine, and Covert Operations », National Security Archive, George Washington University, août 1996
- John Tirman, « How We Ended the Cold War », The Nation, 14 octobre 1999
- « Think Tank Fosters Bloodshed, Terrorism », The Daily Cougar, 25 août 2008
- The Power of Nightmares, série de trois documentaires de la BBC sur les liens entre le terrorisme islamiste et la doctrine Reagan